# Copa da Escócia de 1989–90
A Copa da Escócia de 1989-90 foi a 105º edição do torneio mais antigo do futebol da Escócia. O campeão foi o Aberdeen F.C., que conquistou seu 7º título na história da competição ao vencer a final contra o Celtic F.C., pelo placar de 0 a 0.

## Premiação
| Copa da Escócia de 1989-90        |
| Escócia                           |
| --------------------------------- |
| Aberdeen F.C. Campeão (7º título) |